# The Phantom Planet
The Phantom Planet este un film SF american din 1960 regizat de William Marshall.  În rolurile principale joacă actorii Dean Fredericks, Coleen Gray, Anthony Dexter. A fost distribuit de American International Pictures împreună cu filmul Assignment Outer Space.

## Prezentare
După ce un asteroid invizibil atrage un astronaut și nava sa la suprafața acestuia, el este miniaturizat de atmosfera exotică a planetei fantomă.

## Actori
- Dean Fredericks este Capt. Frank Chapman
- Coleen Gray este Liara
- Anthony Dexter este Herron
- Francis X. Bushman este Sessom
- Dolores Faith este Zetha
- Richard Weber este Lt. Ray Makonnen
- Al Jarvis este Judge Eden
- Dick Haynes este Col. Lansfield
- Earl McDaniels este Capt. Leonard
- Mike Marshall este Lt. White
- Richard Kiel este The Solarite
- Merissa Mathes este Juro

## Moștenire
Secvențe din film au fost folosite în 2010 în campania publicitară a La Quinta Inns and Suites, un lanț de hoteluri americane.  Filmul a fost folosit și într-un episod din 1998 al serialului Mystery Science Theater 3000.
Grupul rock Phantom Planet și-a ales numele după acest film.